# Panamomops depilis
Panamomops depilis là một loài nhện trong họ Linyphiidae.
Loài này thuộc chi Panamomops. Panamomops depilis được Kirill Yuryevich Eskov & Yuri M. Marusik miêu tả năm 1994.